# Sclerotinia nyssogena
Sclerotinia nyssogena är en svampart som först beskrevs av Job Bicknell Ellis, och fick sitt nu gällande namn av Rehm 1906. Sclerotinia nyssogena ingår i släktet Sclerotinia och familjen Sclerotiniaceae.   Inga underarter finns listade i Catalogue of Life.